# Wrexham Football Club 1978-1979
Questa voce raccoglie le informazioni riguardanti il Wrexham Football Club nelle competizioni ufficiali della stagione 1978-1979.

## Stagione
La squadra partecipa al campionato di seconda serie concluso al 15º posto.
La squadra partecipa anche alla Coppa delle Coppe uscendo al primo turno per mano degli jugoslavi del Rijeka.

## Rosa
| N. |                        | Ruolo | Calciatore            |
| -- | ---------------------- | ----- | --------------------- |
|    | Galles (bandiera)      | P     | Dai Davies            |
|    | Galles (bandiera)      | P     | Eddie Niedzwiecki     |
|    | Galles (bandiera)      | D     | Wayne Cegielski       |
|    | Galles (bandiera)      | D     | Gareth Davies         |
|    | Inghilterra (bandiera) | D     | Alan Dwyer            |
|    | Galles (bandiera)      | D     | Mickey Evans          |
|    | Inghilterra (bandiera) | D     | Alan Hill             |
|    | Galles (bandiera)      | D     | Frank Jones           |
|    | Galles (bandiera)      | D     | Joey Jones            |
|    | Galles (bandiera)      | D     | John Griffith Roberts |
|    | Galles (bandiera)      | C     | Leslie Cartwright     |

| N. |                        | Ruolo | Calciatore            |
| -- | ---------------------- | ----- | --------------------- |
|    | Galles (bandiera)      | C     | David Giles           |
|    | Galles (bandiera)      | C     | Arfon Griffiths       |
|    | Inghilterra (bandiera) | C     | Melvyn Sutton         |
|    | Inghilterra (bandiera) | A     | Steve Buxton          |
|    | Inghilterra (bandiera) | A     | Steve Fox             |
|    | Galles (bandiera)      | A     | John Lyons            |
|    | Inghilterra (bandiera) | A     | Dixie McNeil          |
|    | Inghilterra (bandiera) | A     | Bobby Shinton         |
|    | Inghilterra (bandiera) | A     | Graham Whittle        |
|    | Galles (bandiera)      | A     | Peter Wesley Williams |